# Salix pseudowallichiana
Salix pseudowallichiana là một loài thực vật có hoa trong họ Liễu. Loài này được Goerz ex Rehder & Kobuski miêu tả khoa học đầu tiên năm 1932.